# Alaíde Foppa
Alaíde Foppa (Barcelona, 3 de desembre de 1914 - Ciutat de Guatemala, 19 de desembre de 1980) va ser una poeta, escriptora, activista feminista, crítica d'art, professora i traductora, d'ascendència guatemalenca per part de mare i argentina per via paterna. Va viure com a exiliada a Mèxic on va escriure gran part de la seva obra poètica. El 1976, va ser cofundadora de la revista feminista Fem, la qual va tenir una important repercussió a Amèrica Llatina. Va desaparèixer a Guatemala el 1980.

## Biografia
Va néixer a Barcelona. El seu pare, Tito Livio Foppa, era un periodista liberal argentí i la seva mare, Julia Falla, guatemalenca, provenia d'una família de rics hisendats. Va viure un temps a l'Argentina i després a Itàlia, on va cursar els estudis de secundària. Va fer el batxillerat a Bèlgica i va iniciar els seus estudis universitaris de Lletres i d'Història de l'Art a Roma. Va ser aleshores quan va escriure els seus primers poemes en italià.
El 1943 va arribar a Guatemala, en vigílies de la fi de la dictadura de Jorge Ubico i, identificant-se amb el nou procés polític, el 1944 va assumir la nacionalitat guatemalenca. Va col·laborar activament amb la Revolució d'Octubre: va ser voluntària en un hospital i va participar en campanyes d'alfabetització.
Es va casar amb Alfonso Solórzano amb qui va viure un primer exili a Mèxic, on va néixer el seu primer fill, Julio. En aquella època va ser docent de la Facultat de Filosofia i Lletres de la Universitat Nacional Autònoma de Mèxic, en la qual va exercir la càtedra de Literatura italiana i de Sociologia.
Posteriorment, Solórzano va ser nomenat cònsol a París. A la capital francesa van néixer dos dels seus cinc fills. El 1950, va tornar a Guatemala juntament amb la seva família, però quatre anys després van haver de sortir novament a l'exili després de l'enderrocament de govern del coronel Jacobo Árbenz Guzmán el juny de 1954. Foppa es va exiliar de nou amb la seva família a Mèxic on va viure fins al seu últim viatge a Guatemala el 1980, on va desaparèixer.
Durant la dècada dels anys 1970, alguns dels seus fills es van involucrar amb la guerrilla guatemalenca, específicament amb l'Ejército Guerrillero de los Pobres (EGP). L'any 1980 seria tràgic per Alaíde Foppa: el seu fill Juan Pablo, que militava a la guerrilla de l'EGP, va morir a Nebaj, al Quiché, i el seu marit, Alfonso Solórzano, aclaparat i desorientat en assabentar-se de la notícia va morir atropellat a l'Avinguda Insurgentes de Ciutat de Mèxic. La tristesa que aquests esdeveniments li van provocar, li van fer escriure algunes de les poesies més sentides.
Pionera del feminisme, el 1976 va fundar la revista Fem, que és considerada la primera revista setmanal feminista de Mèxic. Va col·laborar també al Foro de la Mujer, programa radiofònic transmès per Radio Universidad a Mèxic i es va integrar a l'Agrupación Internacional de Mujeres contra la Represión.

### Desaparició i investigació
Alaíde Foppa va viatjar a Guatemala per a renovar el seva passaport guatemalenc quan el 19 de desembre va ser segrestada en ple dia a la 9a avinguda de la zona 1 de la Ciutat de Guatemala, desapareixent sense deixar rastre. Hom assumeix que va ser el govern del general Fernando Romeo Lucas García qui va ordenar la desaparició i més tard l'assassinat d'Alaíde Foppa, fet que no s'ha pogut demostrar. Organismes internacionals i grups d'intel·lectuals van exigir que fos retornada amb vida, sense èxit, però, en les seves demandes.
El 1999, el seu fill gran, Julio, resident a Mèxic, va realitzar una campanya internacional amb el porpòsit de trobar les seves despulles i esclarir els culpables de la seva mort.

### RevistaFem
Foppa també va viure el compromís des del seu lloc de professora de la Universitat Nacional Autònoma de Mèxic, on ocupava la primera càtedra de Sociologia de la dona a la Facultat de Ciències Polítiques i Socials. El curs va ser titulat «Sociologia de les minories». Segons la periodista Elena Urrutia, el terme «dona» hauria aterrit més d'un a la institució.
Des d'aquesta tribuna, Foppa va formar a diverses generacions d'estudiants en el pensament feminista. Com a traductora, va donar suport a la divulgació d'articles d'autores feministes com Simone de Beauvoir, Dacia Maraini i Gisèle Halimi, publicats a la revista Fem. El primer número va sortir un any després de la Conferencia Mundial sobre la Dona celebrada a Mèxic el 1975.
Foppa va tirar endavant el projecte editorial finançant-lo amb els seus propis recursos i organitzant subhastes amb les obres dels seus amics pintors: Francisco Corzas, Francisco Toledo, José Luis Cuevas, Felipe Ehrenberg, Fanny Rabel i Arnold Belkin, per a no recórrer a la publicitat comercial. L'equip de redacció es reunia a casa seva cada setmana, als carrers d'Hortensias i Camelia al barri de la Florida.
Com a crítica d'art, Foppa incorporà el pensament feminista en aquest àmbit: organitzà exposicions i convocà debats per a discutir la possibilitat de «produir un art feminista». El novembre de 1977, organitzà al Museu d'Art Carrillo Gil una exposició de dones pintores, escultores, fotògrafes i ceramistes per a la qual escrigué el catàleg de presentació. Com a crítica d'art, durant la seva estada a Mèxic, va promoure l'activitat de nombroses artistes plàstiques que lluitaven per avançar en el seu medi professional i ho va fer tant per mitjà de l'Institut Nacional de Belles Arts, de què va ser assessora, com de la revista Fem.

### Vida personal
El 1945, va conèixer a Guatemala l'aleshores president Juan José Arévalo amb qui va tenir el seu primer fill, Julio Solórzano Foppa, que va néixer a Mèxic i que porta el cognom d'Alfons Solórzano, l'home amb el qual Foppa es va casar i va decidir fundar una família.
Solórzano era un home ric que havia estudiat dret a Alemanya, fundador del Partit Guatemalenc del Treball. Va ser jutjat com a militant de l'esquerra radical i es va veure forçat a deixar Guatemala, moment en el qual la parella es va exiliar a Mèxic.
Va tenir cinc fills: Julio, Mario, Silvia, Laura i Juan Pablo. Sílvia, Mario i Juan Pablo van viatjar a Guatemala per a enrolar-se a la guerrilla en la lluita contra la dictadura. Juan Pablo va morir el 1980 al Quiché.

## Obra publicada

### Poesia
- El ave Fénix: Las palabras y el tiempo (1945)
- Poesías (1945)
- La sin ventura (1955)
- Los dedos de mi mano (1958)
- Aunque es de noche (1959)
- Guirnalda de primavera (1970)
- Elogio de mi cuerpo (1970)
- Poesía. Guatemala: Serviprensa Centroamericana (1982)

### Assaig
- La poesía de Miguel Ángel (1966)
- Confesiones de José Luis Cuevas (1975)

### Antologies
- British and world literature for life and work (1997)
- Para conjurar el sueño: poetas guatemaltecas del siglo XX (1945)
- A secret weavers anthology: sel from the secret weavers series: Writing by latin (1998)
- Rosa palpitante: sexualidad y erotismo en la escritura de poetas guatemaltecas nacidas en el siglo XX (2005)